# 劉景寅 (正德進士)
劉景寅（1484年—？），字仲賓，號大滌，直隸武清衛軍籍浙江臨安縣人，明朝政治人物。

## 生平
順天府鄉試第十名舉人。正德十二年（1517年）中式丁丑科會試第一百三十四名，登第二甲第五十名進士。礼部观政，初授山东平度州知州，升南京刑部员外郎，改北兵部员外郎，官至兵部武选司郎中，致仕，卒于家。

## 家族
曾祖劉公遠；祖父劉佑；父劉淮，母袁氏；繼母仲氏。具庆下。兄景晨、弟景星、景宏。